# Mohamad Abulibdeh
Mohamad Abulibdeh –en árabe, محمد أبو لبدة– (Amán, 22 de octubre de 1983) es un deportista jordano que compitió en taekwondo. Ganó tres medallas en el Campeonato Asiático de Taekwondo entre los años 2008 y 2012.

## Palmarés internacional
| Campeonato Asiático | Campeonato Asiático          | Campeonato Asiático | Campeonato Asiático |
| Año                 | Lugar                        | Medalla             | Categoría           |
| ------------------- | ---------------------------- | ------------------- | ------------------- |
| 2008                | Luoyang (China)              | Medalla de plata    | –67 kg              |
| 2010                | Astaná (Kazajistán)          | Medalla de bronce   | –68 kg              |
| 2012                | Ciudad Ho Chi Minh (Vietnam) | Medalla de bronce   | –68 kg              |